# Abel Kipsang
Abel Kipsang (né le 22 novembre 1996) est un athlète kényan, spécialiste du 1 500 mètres.

## Biographie
Il termine au pied du podium du 1 500 m lors des Jeux africains de 2019. 
En 2021, lors des Jeux olympiques d'été de 2020, à Tokyo, il remporte sa demi-finale en établissant un nouveau record olympique en 3 min 31 s 65, ce record appartenait à son compatriote Noah Ngeny depuis les Jeux de 2000 à Sydney. En finale, il termine au pied du podium en portant néanmoins son record personnel à 3 min 29 s 56.
Abel Kipsang décroche la médaille de bronze du 1 500 m lors des championnats du monde en salle 2022 à Belgrade, devancé par l'Éthiopien Samuel Tefera et le Norvégien Jakob Ingebrigtsen. Durant la saison estivale, il s'impose lors des meetings Ligue de diamant de Doha et Birmingham, et décroche par ailleurs son premier titre de champion du Kenya, le 28 avril 2022 à Nairobi. Il remporte ensuite la médaille d'or des Championnats d'Afrique à Saint-Pierre (Maurice), en 3 min 36 s 57, son premier titre international majeur.

## Palmarès
| Date | Compétition                    | Lieu         | Résultat | Épreuve | Performance   |
| ---- | ------------------------------ | ------------ | -------- | ------- | ------------- |
| 2019 | Jeux africains                 | Rabat        | 4e       | 800 m   | 1 min 45 s 43 |
| 2021 | Jeux olympiques                | Tokyo        | 4e       | 1 500 m | 3 min 29 s 56 |
| 2022 | Championnats du monde en salle | Belgrade     | 3e       | 1 500 m | 3 min 33 s 36 |
| 2022 | Championnats d'Afrique         | Saint-Pierre | 1er      | 1 500 m | 3 min 36 s 57 |
| 2022 | Championnats du monde          | Eugene       | 7e       | 1 500 m | 3 min 31 s 21 |
| 2023 | Championnats du monde          | Budapest     | 4e       | 1 500 m | 3 min 29 s 89 |
| 2024 | Jeux africains                 | Accra        | 3e       | 1 500 m | 3 min 39 s 45 |

## Records
| Épreuve | Temps         | Lieu  | Date        |
| ------- | ------------- | ----- | ----------- |
| 1 500 m | 3 min 29 s 56 | Tokyo | 7 août 2021 |